# Péninsule Freycinet

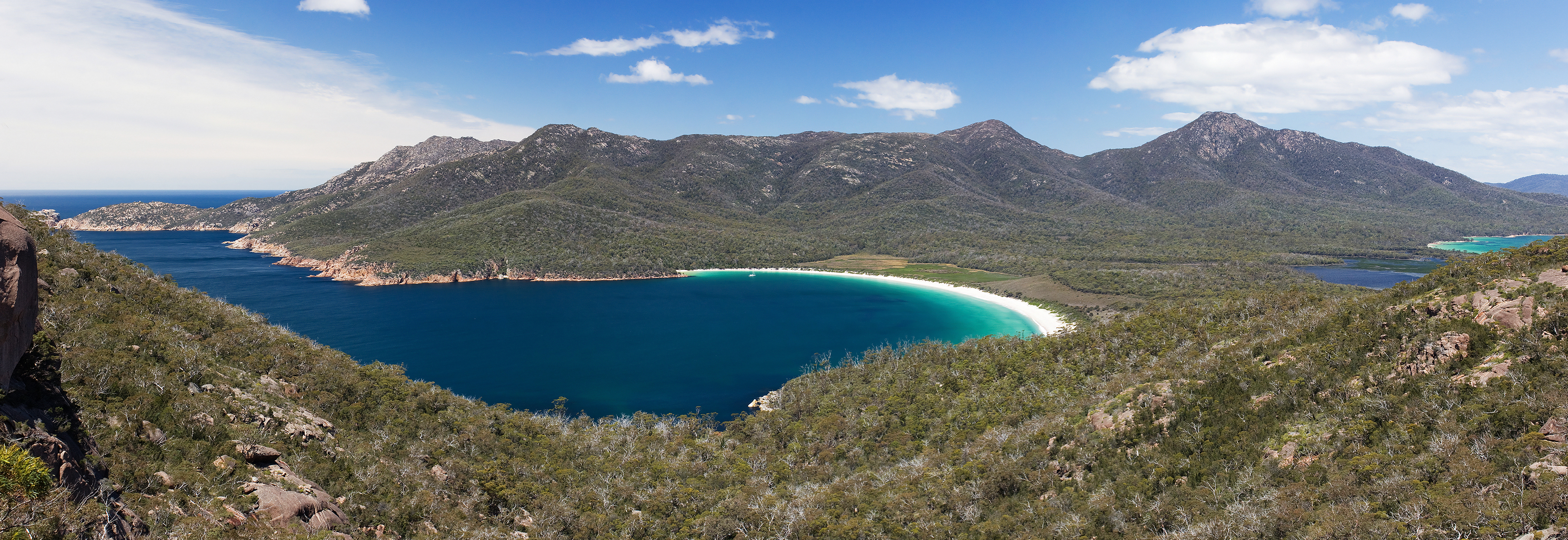
La péninsule Freycinet et la baie de Wineglass.

La péninsule Freycinet est une grande péninsule de l'est de la Tasmanie, (Australie). Elle est située juste au nord de l'île Schouten et englobe la zone du parc national Freycinet. 
Elle doit son nom à l'explorateur français Louis de Freycinet. Ce dernier nomma plusieurs lieux géographiques dont les noms sont toujours en cours : Cape Baudin, Cape Faure, Cape Forestier et Thouin Bay, connue de nos jours sous le nom de baie de Wineglass (« baie verre de vin »).

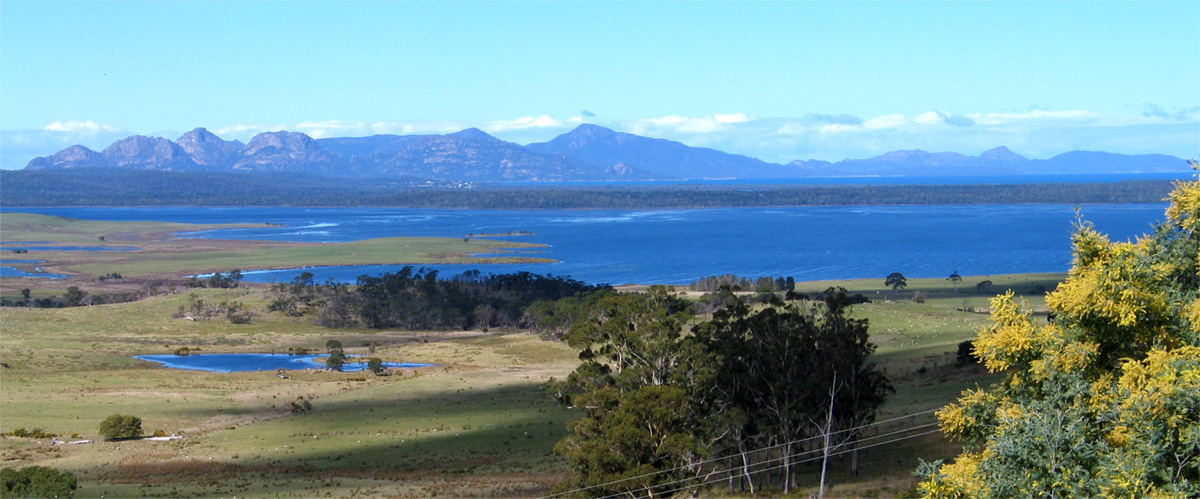
La péninsule Freycinet et la baie des Huîtres.

## Source
- (en) Cet article est partiellement ou en totalité issu de l’article de Wikipédia en anglais intitulé « Freycinet Peninsula » (voir la liste des auteurs).